# Dalrymple (East Ayrshire)
Pour les articles homonymes, voir Dalrymple.
Dalrymple est un village dans l’East Ayrshire, en Écosse.